# La gran nit de Casanova
La gran nit de Casanova (títol original en anglès: Casanova's Big Night) és una pel·lícula estatunidenca dirigida per Norman Z. McLeod, estrenada el 1954. Ha estat doblada al català.

## Argument[2]
Itàlia, 1757. Pippo Popolino, que desitja seduir la bella Francesca, pren la identitat del gran Casanova. A poc a poc, queda atrapat pel seu paper i el Duc de Venècia li confia una important missió. Al mateix temps, Pippo és perseguit pel verdader Casanova, que no aprecia gaire que la seva identitat sigui usurpada d'aquesta manera...

## Repartiment
- Bob Hope: Pippo Popolino
- Vincent Price: Casanova
- Joan Fontaine: Francesca Bruni
- Audrey Dalton: Elena Di Gambetta
- Raymond Burr: Bragadin
- Basil Rathbone: Lucio / narrateur
- Hugh Marlowe: Stefano Di Gambetta
- Arnold Moss: El Duc de Venècia
- John Carradine: Foressi
- John Hoyt: Maggiorin
- Hope Emerson: Duquesa de Castelbello
- Robert Hutton: Rafael, duc de Castelbello
- Lon Chaney Jr.: Emo
- Frieda Inescort: Signora Di Gambetta
- Primo Carnera: Corfa
- Frank Puglia: Carabaccio
- Paul Cavanagh: Signor Alberto Di Gambetta
- Nestor Paiva: Gnocchi
- Gino Corrado (no surt als crèdits): Un ambaixador